# Herz Frank
Herz Frank (lettone Hercs Franks, russo Герц Вульфович Франк - Gerc Vul'fovič Frank; Ludza, 17 gennaio 1926 – Gerusalemme, 3 marzo 2013) è stato un regista sovietico e israeliano.

## Biografia
Dopo la laurea in giurisprudenza, comincia a lavorare come giornalista presso i quotidiani Padomju Jaunatne e Rigas Balss.
Dal 1959 è montatore cinematografico e fotografo presso i Riga Film Studios. Esordisce alla regia col cortometraggio Sāļā dzīve (conosciuto anche col titolo internazionale The Salt Bread), documentario su un gruppo di pescatori lettoni.
Tra i lavori più conosciuti, il cortometraggio Par desmit minutem vecaks (1978, Ten Minutes Older), premiato nel 1979 al Festival del documentario di Lipsia, il lungometraggio Reiz dzivoja septini Simeoni (1989, There were Seven Simeons, co-regia con Vladimir Eisner) e la sceneggiatura per il documentario 235.000.000 (1967, regia di Uldis Brauns, Biruta Veldre e Laima Zurgina).

## Filmografia

### Regia
- Sāļā dzīve (1964, cortometraggio)
- Aizliegta zona (1975)
- Par desmit minutem vecaks (1978, cortometraggio)
- Augstaka tiesa (1988)
- Reiz dzivoja septini Simeoni (1989)
- Ebreju iela (1992)
- Ish Hakotel - Mysteria Teudit (1998)
- Flashback (2003)